# Distrito de Bregenz
El distrito de Bregenz se encuentra en el estado de Vorarlberg, Austria, cerca de la frontera con Alemania, Liechtenstein y el estado austriaco de Tirol. Se compone de las siguientes localidades, con población a principio de 2018:
- Alberschwende 3,247
- Andelsbuch 2,565
- Au 1,736
- Bezau 2,003
- Bildstein 766
- Bizau 1,107
- Bregenz 29,806
- Buch 596
- Damüls 313
- Doren 1,029
- Egg 3,547
- Eichenberg 427
- Fußach 3,871
- Gaißau 1,827
- Hard 13,495
- Hittisau 2,032
- Höchst 7,995
- Hohenweiler 1,271
- Hörbranz 6,346
- Kennelbach 1,944
- Krumbach 1,042
- Langen bei Bregenz 1,405
- Langenegg 1,133
- Lauterach 10,267
- Lingenau 1,466
- Lochau 5,747
- Mellau 1,301
- Mittelberg 4,962
- Möggers 534
- Reuthe 658
- Riefensberg 1,086
- Schnepfau 449
- Schoppernau 950
- Schröcken 224
- Schwarzach 3,949
- Schwarzenberg 1,850
- Sibratsgfäll 401
- Sulzberg 1,818
- Warth 170
- Wolfurt 8,446